# Brenthis ino
Brenthis ino là một loài bướm ngày thuộc họ Nymphalidae. Nó được tìm thấy ở miền trung châu Âu.

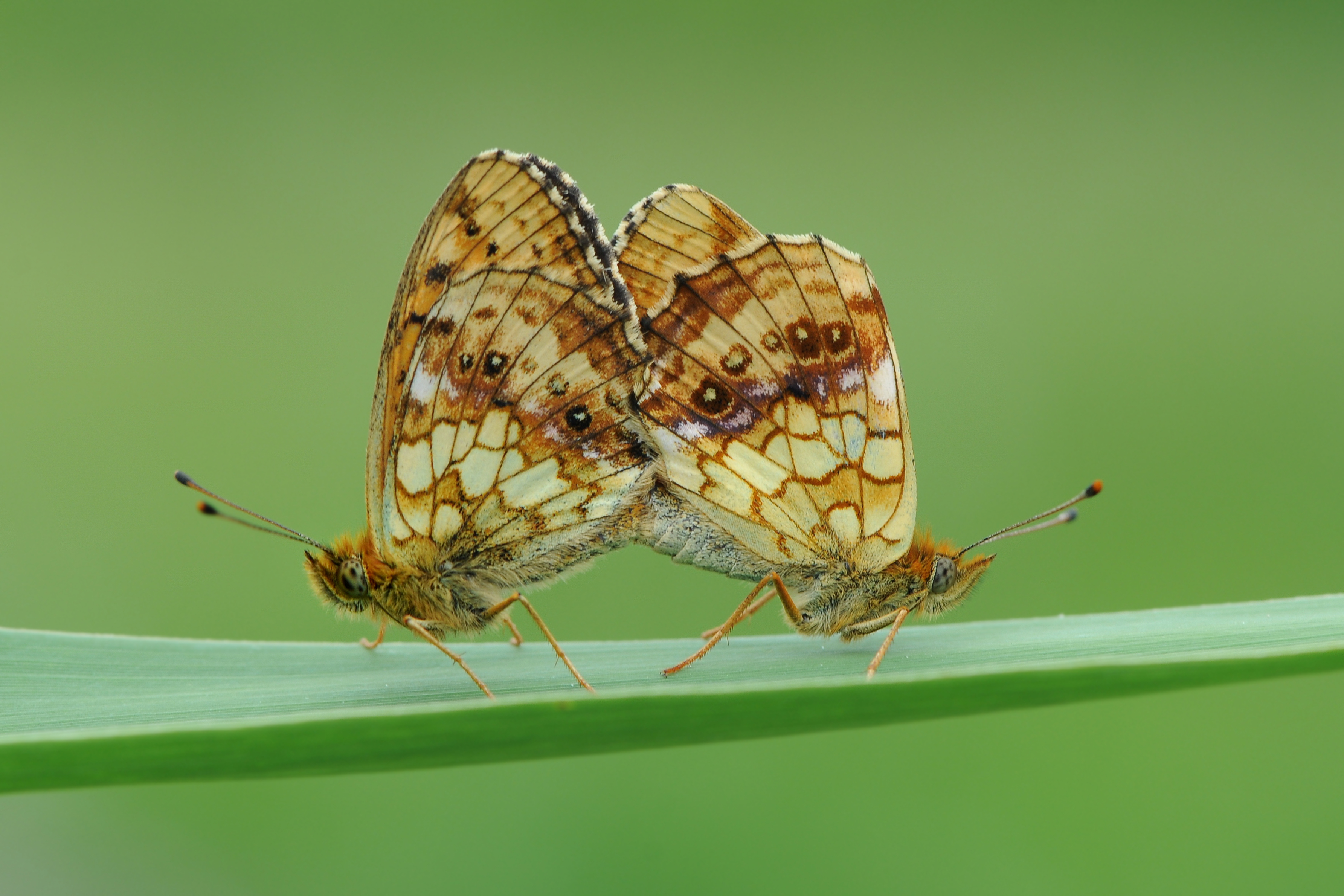

Sải cánh dài 34–42 mm. Chúng bay từ tháng 6 đến tháng 8 tùy theo địa điểm.
Ấu trùng có thể ăn Meadowsweet, Rubus, Aruncus và Salad Burnet.

## Hình ảnh

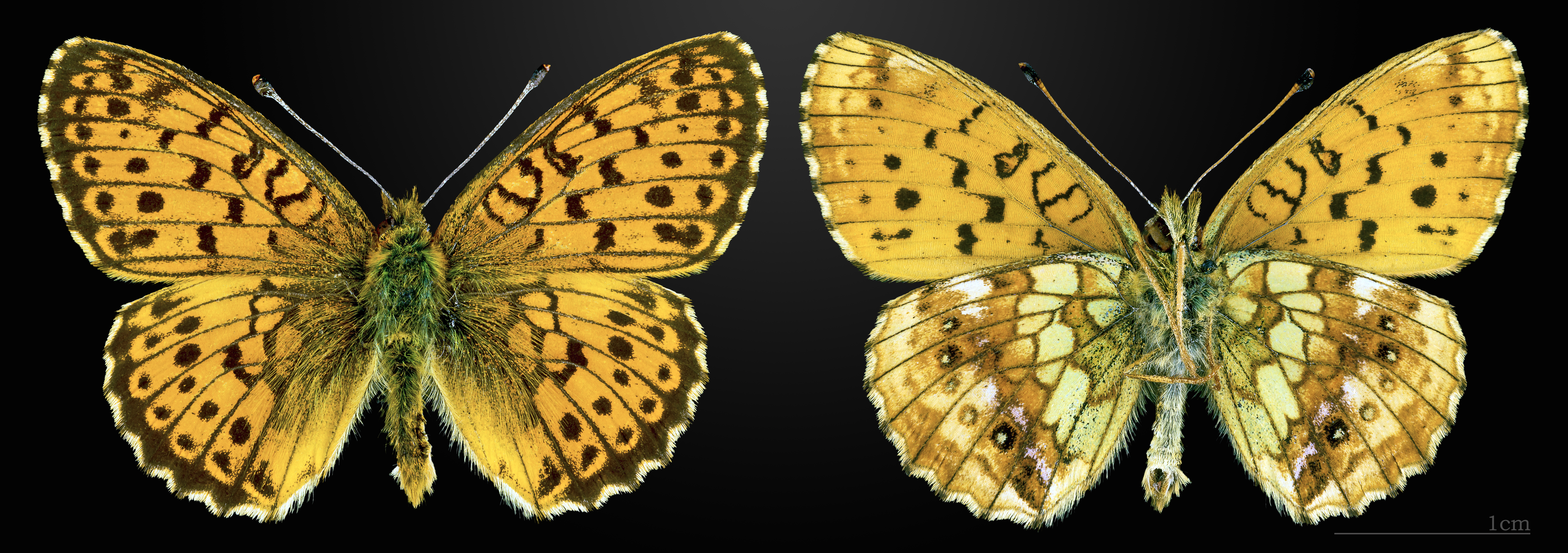
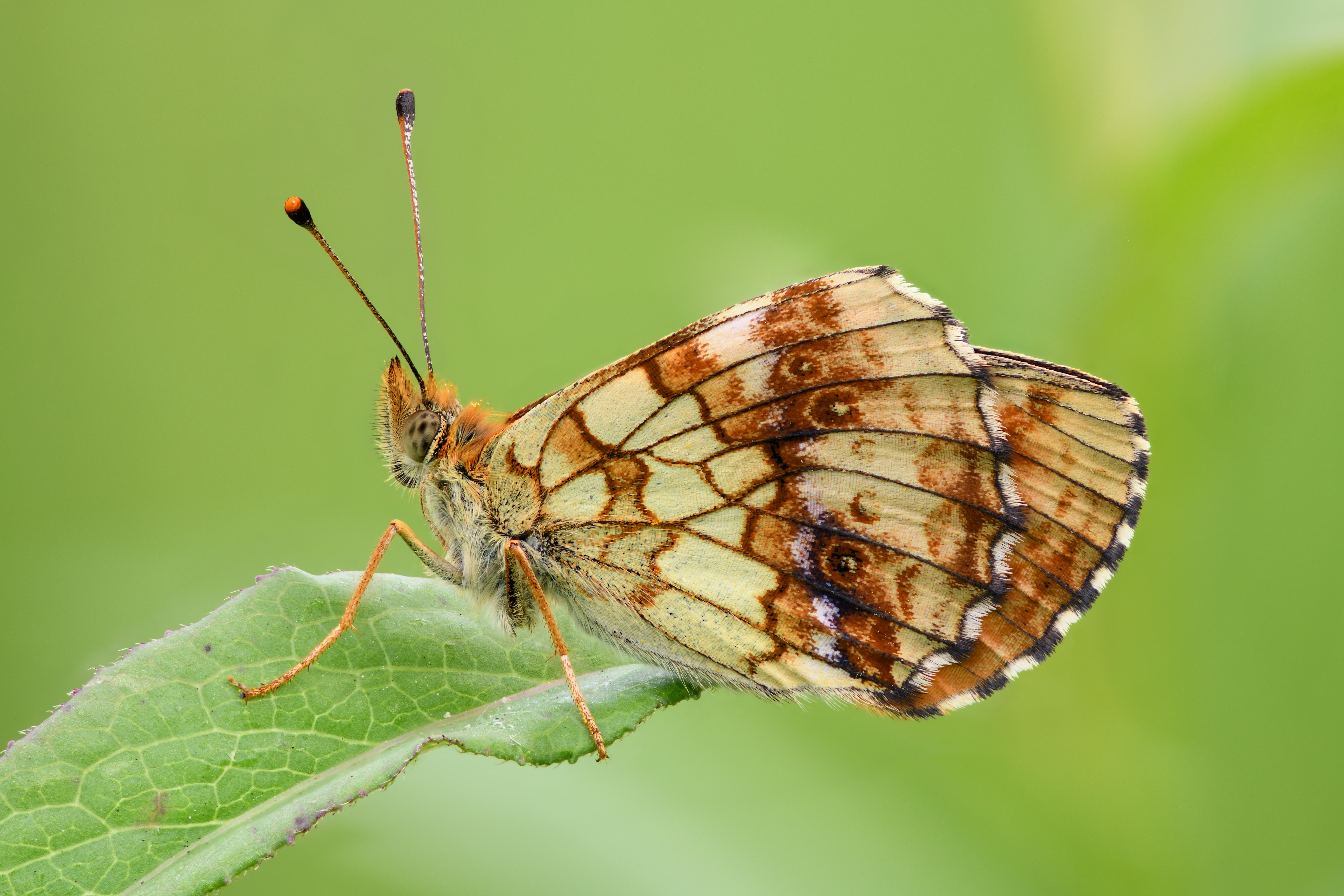
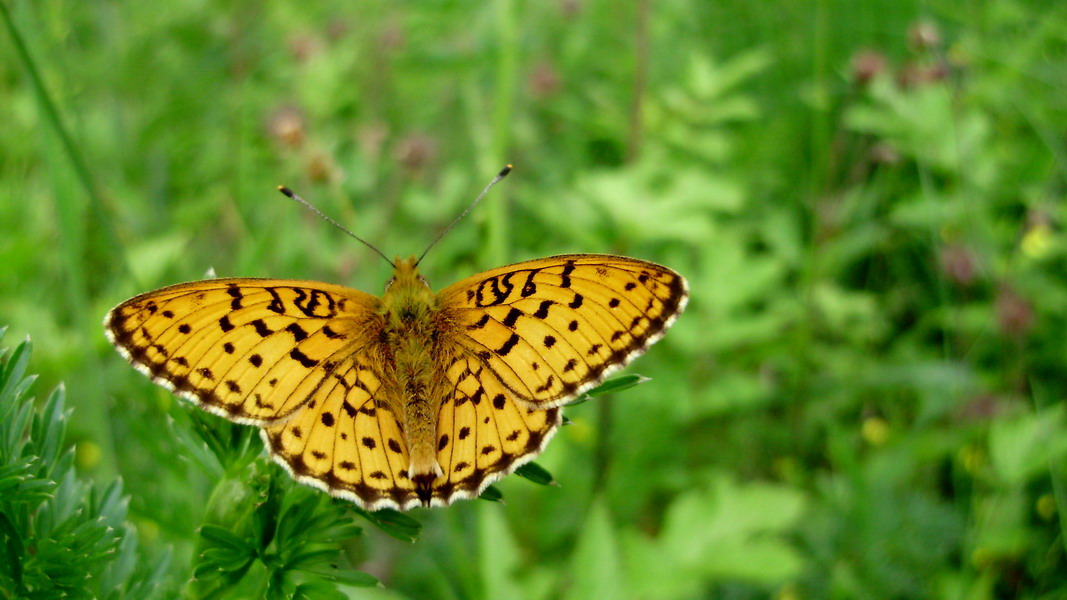